# Nikola Katić (Fußballspieler, 1996)
Nikola Katić (* 10. Oktober 1996 in Ljubuški, Bosnien und Herzegowina) ist ein bosnischer Fußballspieler.

## Karriere

### Verein
Katić begann seine Karriere in Bosnien und Herzegowina beim HNK Stolac. In der Winterpause der Saison 2013/14 wechselte er nach Kroatien zum Drittligisten NK Neretvanac Opuzen.
In der Winterpause der Saison 2015/16 wechselte er zum Erstligisten NK Slaven Belupo Koprivnica. Sein Debüt in der 1. HNL gab er im April 2016, als er am 32. Spieltag jener Saison gegen den NK Osijek in der Nachspielzeit für Filip Ozobić eingewechselt wurde. Dies blieb allerdings sein einziger Einsatz für Slaven Belupo in dieser Saison.
In der folgenden Saison gab er im Juli 2016 gegen Dinamo Zagreb sein Startelfdebüt. Daraufhin wurde Katić Stammspieler; zu Saisonende hatte er 29 Spiele in der höchsten kroatischen Spielklasse zu Buche stehen. Sein einziges Saisontor erzielte er im Mai 2015 am 32. Spieltag beim 2:0-Sieg gegen den NK Istra 1961 durch den Treffer zum zwischenzeitlichen 1:0. In der Saison darauf absolvierte er als Stammspieler 34 Begegnungen.
Im Juni 2018 wechselte Katić in die Scottish Premiership zu den Glasgow Rangers und unterschrieb einen Vierjahresvertrag.
Ein dramatischer Wendepunkt in Katićs Karriere ereignete sich im Juli 2020, als er sich eine schwere Kreuzbandriss-Verletzung (ACL) zuzog. Diese Verletzung hielt ihn über ein Jahr vom Spielbetrieb fern und bedeutete, dass er die gesamte historische Saison 2020/21 verpasste, in der Rangers nach zehn Jahren wieder schottischer Meister wurde. Erst am 24. Juli 2021 kehrte Katić nach über einem Jahr Pause auf den Platz zurück. Trotz seiner Abwesenheit gewann er mit Rangers die Scottish Premiership 2020/21.
Im August 2021 wurde Katić für eine Saison an den kroatischen Verein HNK Hajduk Split verliehen. Bei Hajduk bestritt er 25 Spiele und gewann den kroatischen Pokal 2021/22. Dies war Hajduks erster Titel seit neun Jahren.
Im August 2022 wechselte Katić zum Schweizer Erstligist FC Zürich und unterschrieb zunächst einen Dreijahresvertrag. Bereits im Oktober 2023 wurde dieser Vertrag bis Juni 2026 verlängert. In Zürich entwickelte sich Katić zu einem der besten Innenverteidiger der Super League und bestritt insgesamt 86 Pflichtspiele, in denen er sieben Tore erzielte.
Im Januar 2025 wurde Katić für die Rückrunde der Saison 2024/25 an den englischen Championship-Verein Plymouth Argyle verliehen, wo er unter seinem späteren Schalke-Trainer Miron Muslic spielte. Katićs Zeit in England wurde durch eine der größten Sensationen in der FA-Cup-Geschichte geprägt. Am 9. Februar 2025 schlug Plymouth Argyle den Premier-League-Tabellenführer Liverpool mit 1:0 aus dem FA Cup. Katić wurde zum Man of the Match gewählt und gab eine denkwürdige Performance ab, bei der er elf Kopfballklärungen machte - die meisten gegen Liverpool seit März 2020. Während des Spiels verlor er sogar einen Zahn nach einer Kollision mit einem Mitspieler, spielte aber weiter.
Am 1. Juli 2025 vollzog Katić den Wechsel zu Schalke 04 in die 2. Bundesliga. Schalke zahlte eine fixe Ablöse von 450.000 Euro an Zürich, die durch Bonuszahlungen auf bis zu 600.000 Euro ansteigen kann. Katić unterschrieb einen Dreijahresvertrag bis 2028. Der Transfer kam durch die Verbindung zu Trainer Miron Muslic zustande, der den Verteidiger bereits bei Plymouth Argyle trainiert hatte.

### Nationalmannschaft
Im März 2017 spielte Katić gegen Slowenien erstmals für die kroatische U-21-Auswahl.
Im Mai 2017 debütierte er für die A-Nationalmannschaft, als er im Testspiel gegen Mexiko in der 83. Minute für Ivan Santini eingewechselt wurde.